# Masanobu Matsufuji
Masanobu Matsufuji (松藤 正伸 Matsufuji Masanobu?), född 27 april 1992 i Tokyo prefektur, är en japansk fotbollsspelare.
Matsufuji började sin karriär 2015 i Sony Sendai. 2017 flyttade han till Azul Claro Numazu.